# Mesoda gabriellae
Mesoda gabriellae är en plattmaskart som beskrevs av Ernst Marcus 1949. Mesoda gabriellae ingår i släktet Mesoda och familjen Monocelididae. Inga underarter finns listade i Catalogue of Life.